# Пандульф IV
Пандульф IV (около 986—1050) — князь Капуи в 1016—1022, 1026—1038 и 1047—1050 годах, дважды смещавшийся германскими императорами и затем возвращавший себе трон.
За свою беспримерную даже по меркам XI века жестокость, беспринципность и изворотливость прозван «Волком из Абруцци». Самая яркая и известная личность в череде лангобардских князей Капуи.

## Биография

### Происхождение и вступление на престол
Пандульф IV был вторым сыном Пандульфа II, князя Беневенто в 981—1014 годах и князя Капуи в 1007-1014 годах. После смерти отца Беневенто досталось старшему сыну Ландульфу V, а Пандульф IV как младший сын стал князем-соправителем своего двоюродного брата Пандульфа II Капуанского (1016 год). После 1022 года хронисты более не упоминают о Пандульфе II, и этот год считается началом единоличного правления Пандульфа IV в Капуе.

### Первое правление и союз с Византией
Начало правления Пандульфа IV совпало с очередным восстанием апулийских лангобардов во главе с Мелусом (в войске которого сражалась первая партия норманнских наёмников) против Византии. Лангобардские княжества Южной Италии (Беневенто, Салерно, Капуя), номинальные вассалы Западной империи, иногда формально признававшие также и сюзеренитет Византии, тайно поддерживали своих восставших соотечественников. После поражения восставших при Каннах (октябрь 1018 года) Пандульф IV объявил о своей лояльности Византии и послал в Константинополь символические ключи от столицы. В начале 1021 года Пандульф и его брат Атенульф, аббат Монте-Кассино, пропустили греческие войска через свои территории и позволили византийцам арестовать и казнить укрывшегося в Монте-Кассино Даттуса (зятя Мелуса), личного друга папы Бенедикта VIII. Разгневанный папа потребовал от преданного ему императора Генриха II восстановить спокойствие в Южной Италии и наказать Пандульфа и Атенульфа.
В декабре 1021 года Генрих II выступил в итальянский поход. Часть его армии под командованием архиепископа Кёльнского Пильгрима проследовала вдоль западного побережья Италии, а сам император двигался вдоль Адриатического моря. При приближении армии Пильгрима Атенульф, аббат Монте-Кассино, бежал из своего монастыря и погрузился на корабль в Константинополь. Внезапная буря потопила корабль, что было воспринято современниками в качестве справедливого наказания. Пандульф IV был осаждён Пильгримом в Капуе, но недовольные князем горожане и норманнские наёмники открыли ворота вражеской армии. Неаполитанский герцог Сергий IV, не дожидаясь германской армии, выразил покорность и послал Пильгриму заложников. Салернский князь Гвемар III, женатый на сестре Пандульфа IV, отказался покориться, и после месячной неудачной осады Пильгрим отступил от Салерно.
В отличие от армии Пильгрима Генрих II не был столь удачен в своём походе в Апулию: византийская крепость Троя выдержала трёхмесячную осаду, в армии императора началась эпидемия. После соединения с Пильгримом Генрих II принял решение отступить в Германию. Пандульф IV, как предполагалось, должен был быть казнён за измену, но, по ходатайству Пильгрима, был оставлен в заключении и увезён в Германию.
По пути в Германию Генрих II посетил Капую, где возвёл на трон графа Пандульфа Теанского, оставив последнему, для укрепления его позиций, большой отряд норманнов, ранее служивших Пандульфу IV и вовремя предавших его.

### Возвращение в Капую и господство в Южной Италии
В июле 1024 года император Генрих II умер, а его избранный преемник Конрад II, по просьбе Гвемара III Салернского, освободил Пандульфа. Пандульф получил помощь от своего зятя Гвемара III, нанял норманнов под командованием Райнульфа Дренго и в ноябре 1024 года осадил Капую. Жители Капуи не желали возвращения Волка из Абруцци и мужественно защищали город в течение восемнадцати месяцев. Весной 1026 года Пандульфа IV поддержали византийцы, и граф Пандульф Теанский, потеряв надежду на помощь извне, сдал город в мае 1026 года. Пандульф IV отметил своё возвращение на трон казнями неверных горожан.
Зимой 1027/1028 года Пандульф IV напал на соседний Неаполь, герцог которого Сергий IV не оказал помощи Пандульфу при войне против Капуи и, к тому же, предоставил убежище изгнанному Пандульфу Теанскому. В скором времени Неаполь был взят, а Сергий IV и Пандульф Теанский бежали. С 1027 года соседним Салерно от имени несовершеннолетнего Гвемара IV правила сестра Пандульфа IV. Византийцы считали Пандульфа IV своим союзником, а Конрад II без возражений принял у князя вассальную присягу за Капую, узаконив, тем самым, захват княжества.
Изгнанный из Неаполя Сергий IV, а также города Амальфи и Гаэта обратились за помощью к норманнским наёмникам Райнульфа Дренго — прежнего союзника капуанского князя. Пандульф потерпел поражение, лишился всех своих завоеваний кроме Капуи (1029). За своё участие в победе над Пандульфом Райнульф Дренго был пожалован графством Аверса от неаполитанского герцога и женился на сестре последнего.
Реванш за поражение 1029 года Пандульф IV взял в 1034 году. Ему удалось инспирировать восстание в принадлежавшем Неаполю Сорренто, в результате которого Сорренто провозгласил свою независимость. Овдовевший Райнульф Дренго в очередной раз перешёл на сторону Пандульфа, и потрясённый таким вероломством Сергий IV ушёл в монастырь.
В период 1034—1036 годов Пандульф IV вновь оказался самым могущественным государем Южной Италии. Его правление в Капуе отличалось необыкновенной жестокостью и беспринципностью. Архиепископ Капуи был арестован и заменён внебрачным сыном князя, монастырь Монте-Кассино был ограблен, аббат Теобальд приглашён в Капую и брошен в темницу, а принадлежавшие монастырю земли розданы Пандульфом своим приближённым, в том числе норманнам, а родная племянница салернского князя была обесчещена Пандульфом.

### Второе свержение и бегство в Константинополь
Именно салернский князь Гвемар IV, племянник по матери Пандульфа IV, начал в 1036 году войну против Волка из Абруцци. Война шла с попеременным успехом, и тогда Гвемар обратился за помощью к двум императорам Конраду II и Михаилу IV, в своих посланиях описывая беззакония Пандульфа. Византийцы в это время готовились к экспедиции по освобождению Сицилии от арабов и поэтому не ответили на призыв из Салерно. Конрад II же в начале 1038 года предпринял поход в Южную Италию. Пандульф IV пытался подкупить императора и даже отдал ему в заложники собственного сына. Но Конрад II, убедившись в справедливости обвинений против Пандульфа, отказался вести с Волком переговоры. Капуя была взята имперскими войсками, на капуанский престол императором был возведён Гвемар IV Салернский. Пандульф IV бежал к своим прежним покровителям в Константинополь, но был там неожиданно арестован — Михаил IV в преддверии сицилийской экспедиции не желал ссориться с салернским князем.

### Возвращение в Италию и третье правление в Капуе
Воспользовавшись экспедицией византийской армии в Сицилию, апулийские лангобарды при поддержке нормандцев вновь подняли восстание против империи (1040 год). Салернский князь Гвемар IV открыто поддержал восставших и принял титул герцога Апулии и Калабрии, свидетельствуя о своей готовности полностью вытеснить византийцев из Италии. В ответ на этот шаг Гвемара, император Михаил V освободил Пандульфа из темницы (1042 год) и снабдил его средствами для возобновления войны за Капую. Последующие пять лет Пандульф вёл войну с Гвемаром.
В 1047 году император Генрих III, прибывший в Рим на коронацию, решил вмешаться в судьбы Южной Италии. Гвемар IV, владевший Салерно, Капуей и присвоивший себе титул герцога Апулии и Калабрии, показался императору слишком опасным, и для ослабления его Генрих III вернул Капую Пандульфу IV. Гвемару IV было запрещено титуловаться герцогом. Нормандские вожди Райнульф II и Дрого Отвиль были, напротив, признаны со своими титулами графов Аверсы и Апулии соответственно и стали непосредственными вассалами императора. Решения Генриха III имели важнейшее значение для последующей истории Южной Италии, так как нормандцы были признаны законными участниками политической жизни.
Пандульф IV вернулся в Капую, но с 1047 года его влияние на политическую жизнь ограничилось его княжеством. 19 февраля 1050 года он умер. Его наследники оказались слабыми правителями, и в 1058 году Капуя была взята нормандцами.
Пандульф IV остался в истории Италии беспринципным, жестоким и двуличным властителем. Хронист Аматус из Монте-Кассино рассказывает о том, что паж герцога Неаполитанского, заблудившись в лесу, видел умершего Пандульфа, стоящего погружённым по шею в болото, куда его бесы периодически окунали с головой. Этот рассказ, некоторым образом предваряющий «Ад» Данте, лучше всего свидетельствует о репутации Волка из Абруцци.